# Alcalá la Real
Alcalá la Real er en by og kommune i det sydlige Spanien i provinsen Jaén. Den har et indbyggertal på 21.581 (2024) indbyggere.